# Nissan Leaf
Der Nissan Leaf (englisch für „Blatt“; LEAF auch als Backronym Leading Environmentally-friendly Affordable Family car interpretiert) ist ein Elektroauto des japanischen Automobilherstellers Nissan, das im August 2009 in Yokohama der Öffentlichkeit vorgestellt wurde und seit Dezember 2010 verkauft wird. Der Leaf ist das erste Großserien-Elektroauto, das von Anfang an für diesen Antrieb konzipiert wurde. Er war zeitweise in 51 Ländern erhältlich und wurde bis September 2021 519.000 mal gebaut, im Juli 2023 wurde die Marke von 650.000 überschritten. Der Leaf war bis Ende 2019 das weltweit meistverkaufte Elektrofahrzeug und wurde vom Tesla Model 3 abgelöst. Das Fahrzeug wird in Japan und den USA produziert und wurde zwischen 2015 und 2018 als Venucia e30 in China hergestellt und vermarktet. Für den europäischen Markt endete die Produktion in Großbritannien im März 2024.
Hauptabsatzmärkte waren Stand September 2021 Europa mit über 208.000, die Vereinigten Staaten mit über 161.000, Japan mit 150.000 Stück.

## Erste Generation (ZE0, 2010–2017)

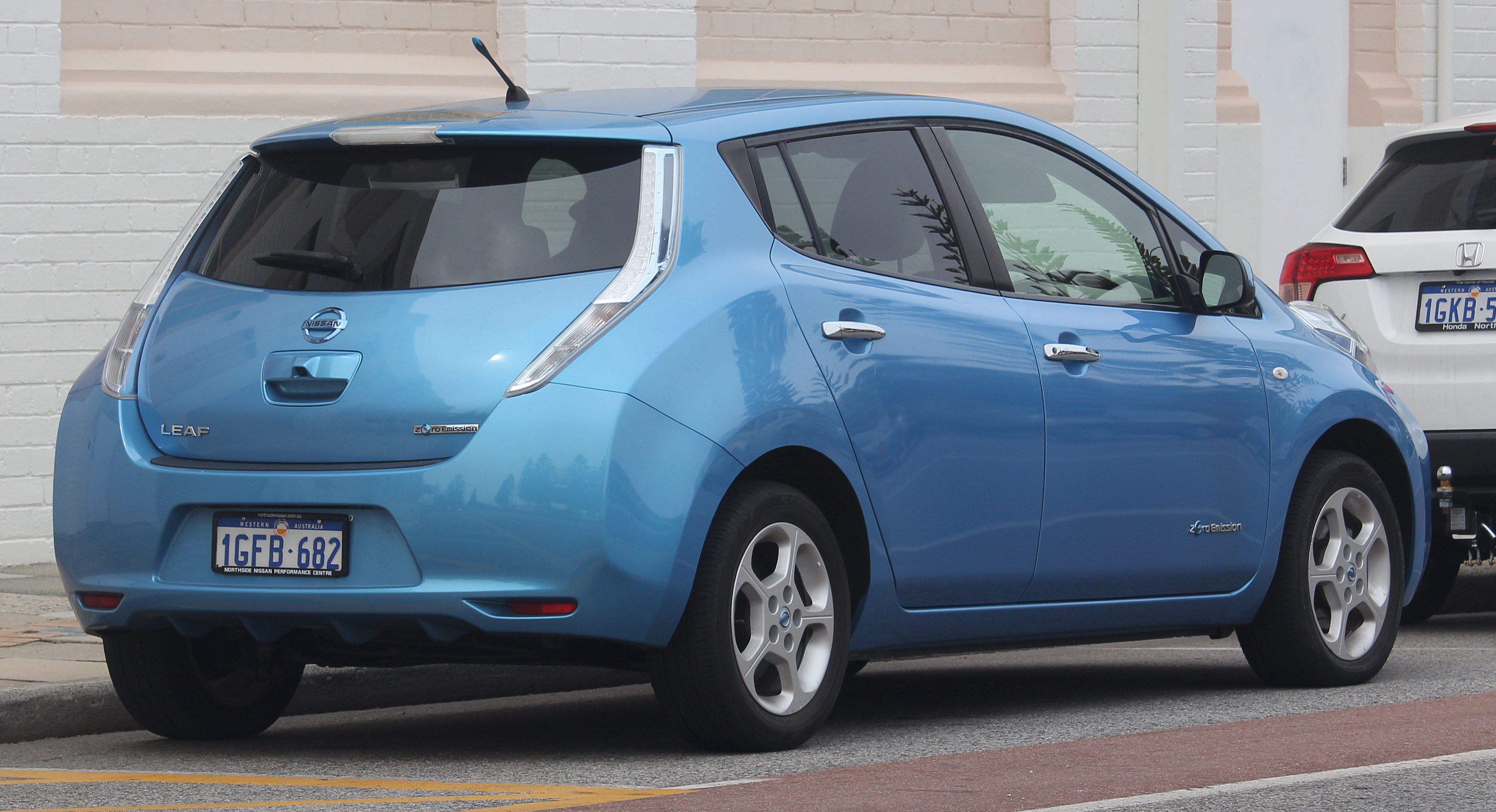
Heckansicht

| Sterne im Euro-NCAP-Crashtest |

### Vorgeschichte
Das Elektroauto hat in der Geschichte Nissans eine lange Tradition. Ihren Ursprung hat diese Tradition in einer Vorläuferfirma des von Nissan aufgekauften Herstellers Prince, die 1947 aufgrund der nach dem Zweiten Weltkrieg herrschenden Benzinknappheit einen elektrisch betriebenen Kleinwagen namens Tama entwickelte und 1948 zwei weitere elektrische Pkw-Modelle nachlegte. Nachdem sich die Kraftstoffversorgung zu Beginn der 1950er-Jahre wieder stabilisierte, wurde die Produktion dieser Fahrzeuge eingestellt.
Ab 1970 stellte Nissan einige elektrisch betriebene Konzeptfahrzeuge vor, bis es zu Beginn der 1990er-Jahre zur Kooperation mit Sony kam. Diese hatte zum Ziel, das Elektroauto (klein-)serienreif zu machen und führte drei Jahre später zum Prairie EV, einem Van, der auf dem Prairie-Serienmodell basierte und auf Elektroantrieb umgerüstet wurde. An Bord befand sich eine Weltpremiere: Neuartige Lithium-Ionen-Akkus dienten als Energiequelle; bis zu diesem Zeitpunkt wurden für den Einsatz in elektrisch betriebenen Fahrzeugen hauptsächlich Nickel-Metallhydrid-Akkumulatoren verwendet. Rund 30 Exemplare entstanden vom Prairie EV. 1997 wurden vom Mittelklasse-Kombi R’nessa EV 200 Elektro-Exemplare hergestellt, der ebenfalls ein umgebautes Serienmodell war. Der nächste Schritt folgte 1999 mit der Kleinserienproduktion des zweisitzigen Hypermini, der von vorneherein als reines Elektroauto konstruiert wurde.
In der darauffolgenden Zeit wurde die Forschung an der Akku-Technik vorangetrieben und in Zusammenarbeit mit NEC gelang es, die Li-Ion-Akkus in einer neuen Bauform herzustellen. Ein kompakter laminierter Typ wurde entwickelt, der die doppelte Menge an Energie bei gleicher Größe speichern konnte und die bis dato verwendete zylindrische Form ersetzte. Die sehr schnelle Weiterentwicklung der Akkus ist den Elektrogeräten und insbesondere dem Handy-Boom zu verdanken, da immer kleinere Geräte mit längerer Laufzeit verlangt wurden. Die daraus gewonnenen Erfahrungen wurden aber auch auf den Automobilbau angewandt und flossen in Konzeptfahrzeuge wie den Pivo (2005) und Pivo 2 (2007), den Mixim (2007) und den Nuvu (2008) ein, die als Technologieträger für die durch den Elektroantrieb neu eröffneten Konstruktionsmöglichkeiten dienten. Im Jahr 2009 folgte schließlich die Vorstellung des Serienmodells Leaf.

### Ökobilanz
Laut der Automotive Science Group ist der Nissan Leaf das Auto mit der besten ökologischen, sozialen und ökonomischen Gesamtbilanz aller 1400 in Nordamerika erhältlichen Fahrzeuge. Der Leaf ist zudem das Auto mit der besten CO2-Bilanz auf Basis einer Lebenszyklusanalyse.

### Allgemeines

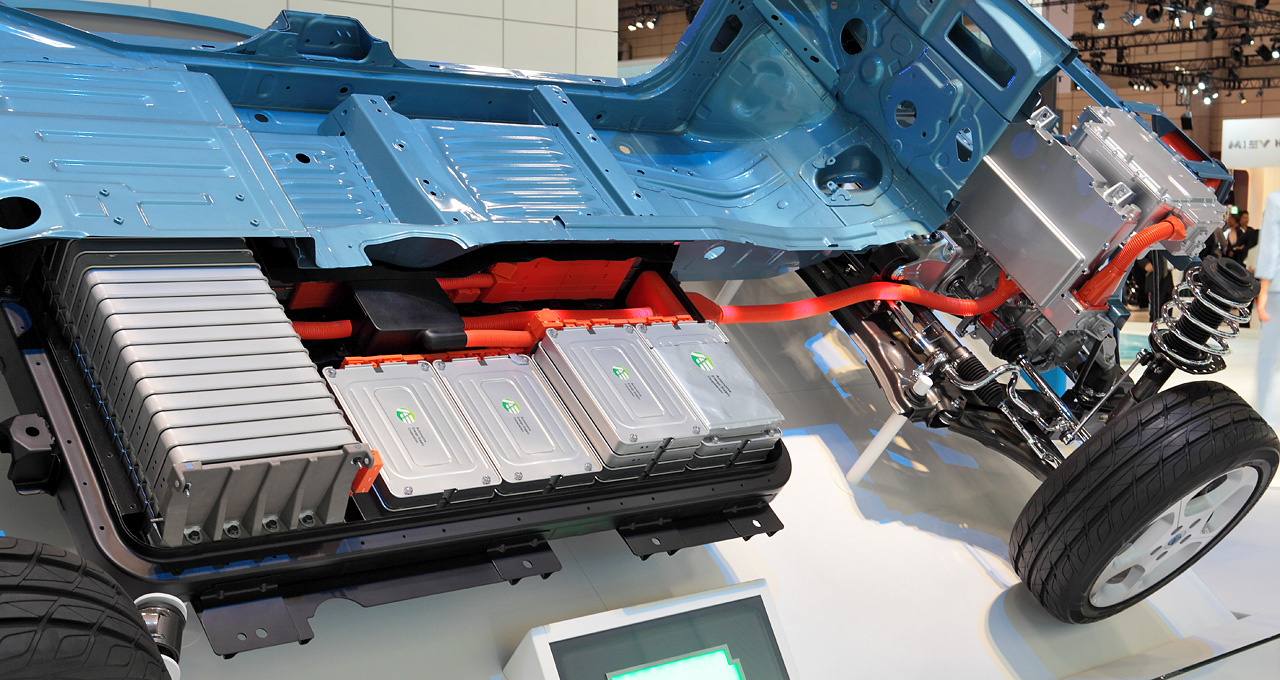
Der Lithium-Ionen-Akkupack unter dem Fahrzeugboden

Der Nissan Leaf ist als Fahrzeug der Kompaktklasse konzipiert und bietet neben fünf Sitzplätzen ein Kofferraumvolumen von 355 bis 370 Litern (bis 2013 330 Liter). Die Ladekante ist 72 cm hoch. Das große Raumangebot wurde durch die Unterbringung der Akkus im Fahrzeugboden realisiert. Außerdem konnte durch diese Vorgehensweise der Schwerpunkt des Fahrzeugs tief gehalten werden.
Als besonderen Service bot Nissan im ersten Jahr an, das Fahrzeug abzuschleppen, auch wenn es wegen selbstverschuldet leerer Batterien liegenbleibt.

### Technik

#### Antriebe
Als Antrieb dient ein Wechselstrom-Synchronmotor, dessen maximales Drehmoment von 254 Nm, anders als bei Verbrennungsmotoren, bereits im Stand zur Verfügung steht. Der Motor leistet maximal 80 kW (109 PS).

#### Rekuperation
Der Leaf besitzt ein regeneratives Bremssystem. Der Elektromotor wird dabei als Generator genutzt, der das Fahrzeug mittels des bei der Stromproduktion entstehenden Widerstandes verlangsamt. So wird die kinetische Energie, die an herkömmlichen hydraulisch-mechanischen Bremssystemen in Reibungswärme verwandelt würde, hier – teilweise – in elektrische Energie umgewandelt und der Antriebsbatterie zugeführt. Die Rekuperation findet dabei sowohl bei Loslassen des Gaspedals statt, als auch bei moderatem Betätigen des Bremspedals. Bei stärkerem Bremsen wird die Verzögerung von einer herkömmlichen hydraulischen Bremse übernommen. Somit hängt der Verbrauch bei geeigneter Fahrweise in erster Linie von Luft- und Rollwiderstand ab.

#### Antriebsbatterie
Die Antriebsbatterie ist ein Lithium-Ionen-Akkumulator mit Lithium-Mangan-Akkumulator (LMO-Zellchemie, kobaltfrei), der aus 48 Modulen besteht und eine Nennspannung von 360 V hat. Sie wurde von Automotive Energy Supply (AESC), einem Joint Venture von Nissan und NEC entwickelt. Die Batterie des ursprünglichen Modells speichert bis zu 24 kWh Energie (Nennkapazität), von denen im Fahrbetrieb zugunsten der Haltbarkeit ein kleiner Teil nicht genutzt werden kann. Seit Herbst 2015 wurde im ZE0 zusätzlich eine Version mit 30 kWh Nennkapazität und entsprechend vergrößerter Reichweite angeboten.
Nissan gibt für die Antriebsbatterie mit 30 kWh Kapazität 8 Jahre oder bis 160.000 km und für die Batterie mit 24 kWh Kapazität 5 Jahre oder bis 100.000 km eine Herstellergarantie darauf, dass die Kapazität nicht unter 9 von 12 Balken nach der Kapazitätsanzeige absinkt. Beide Leaf-Versionen haben eine allgemeine Herstellergarantie für 3 Jahre oder bis 100.000 km und 5 Jahre bzw. 100.000 km auf elektrofahrzeugspezifische Bauteile.
Der Nissan Leaf wurde ausführlich auch unter winterlichen Temperaturen erprobt. Eine Batterieheizung steht dabei für besonders kalte Länder zur Verfügung, um die Antriebsbatterie im minimal erlaubten Temperaturbereich zu halten. Eine aktive Kühlung der Batterie findet nicht statt, was sich nachteilig auf die Alterung des Akkus bei großer Hitze auswirkt.

#### Ladetechnik

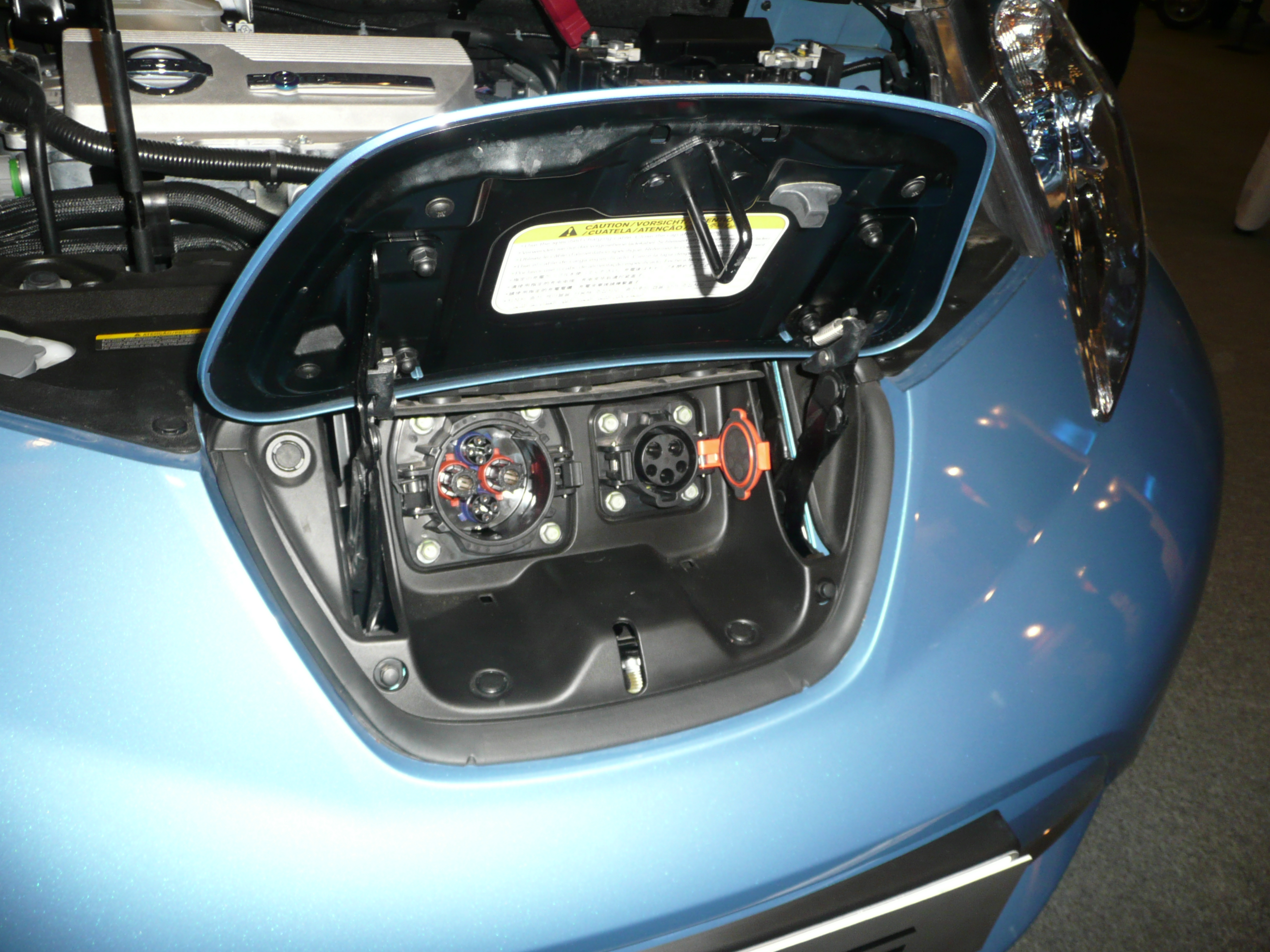
Ladesteckverbindungen beim Leaf

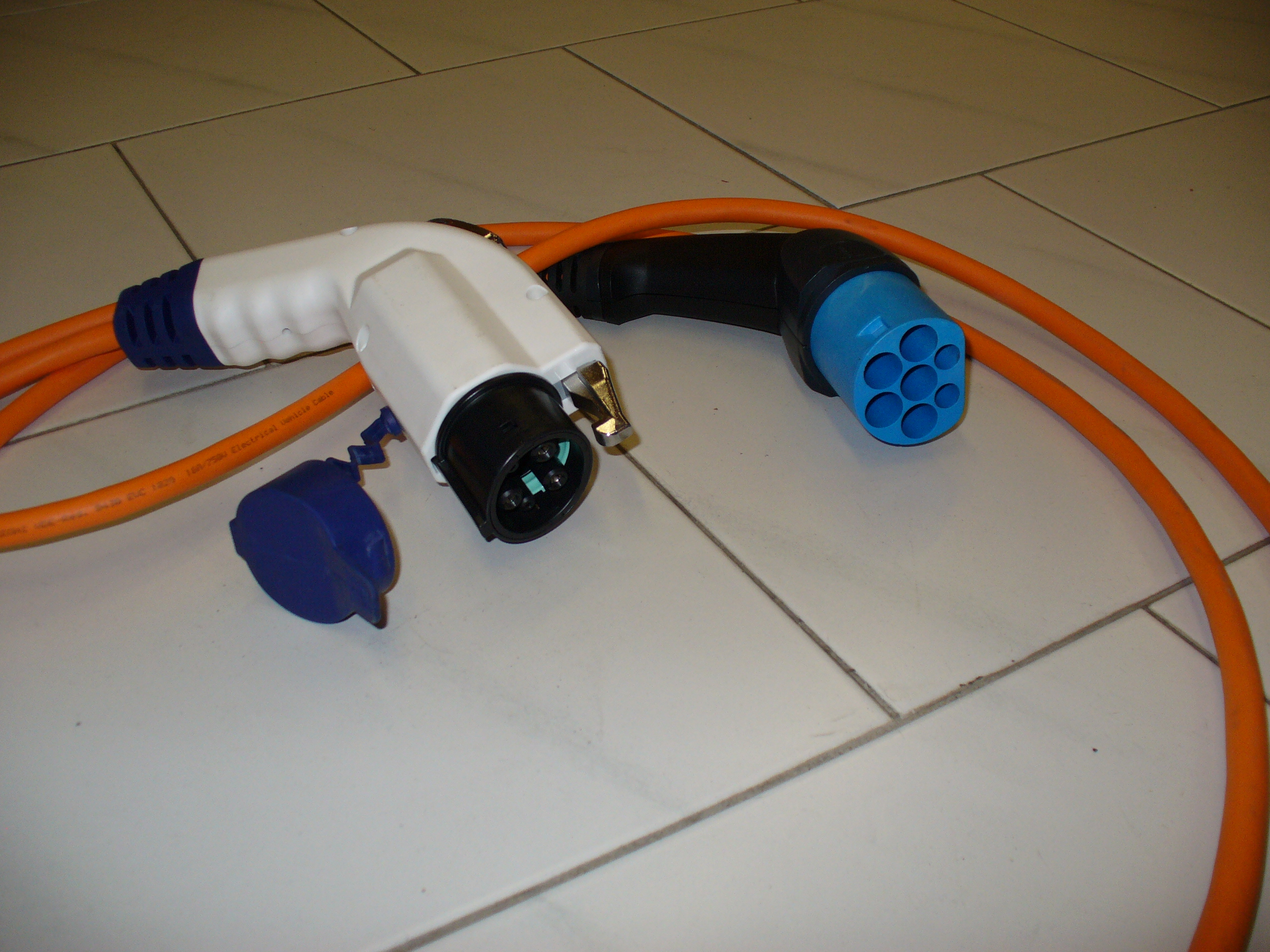
Ladekabel Typ 2, beim Nissan Leaf maximal 6,6 kW Ladeleistung

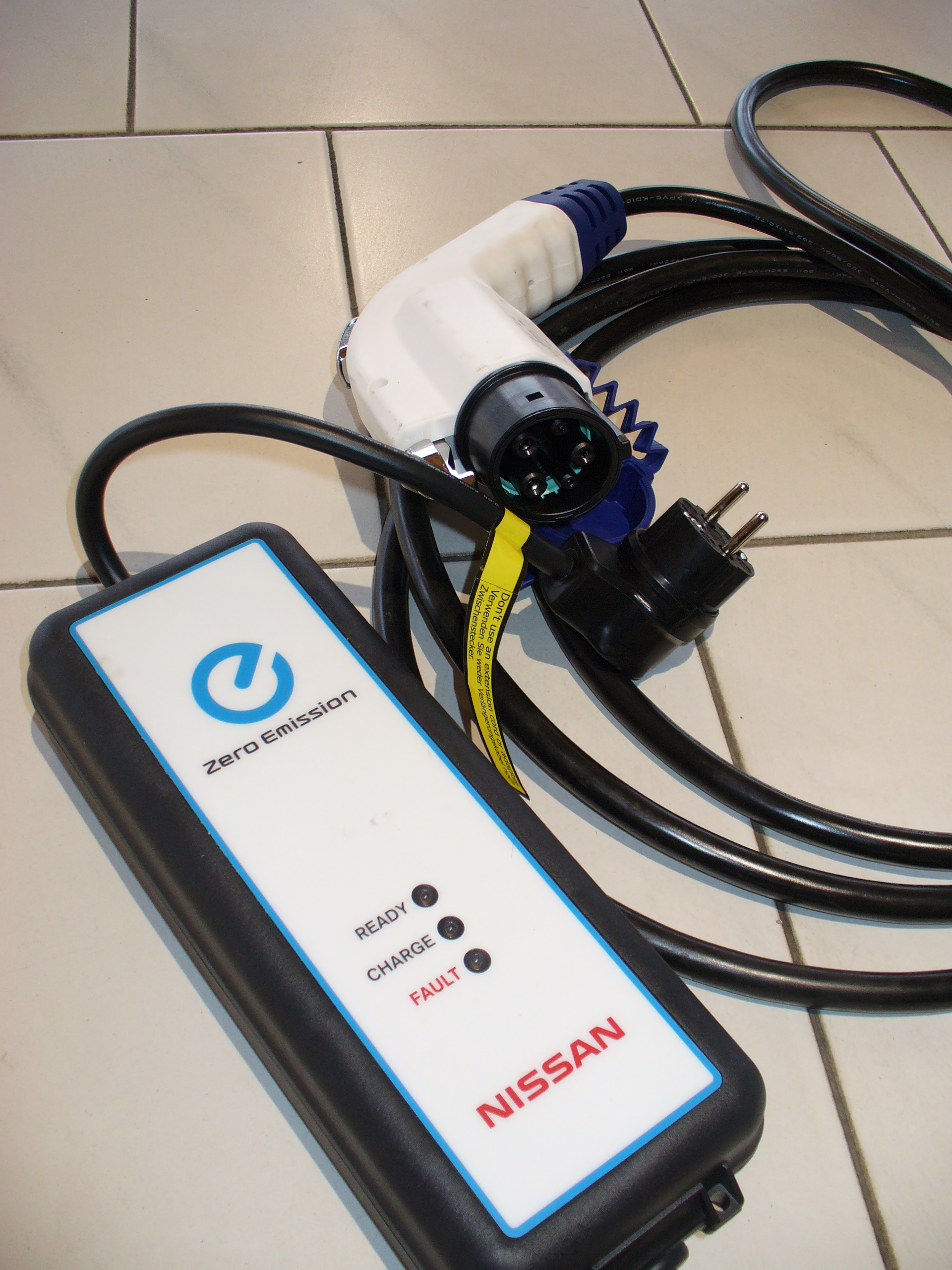
Ladekabel für 230-V-Schuko mit ICCB-Steuerteil, maximal 2,3 kW Ladeleistung

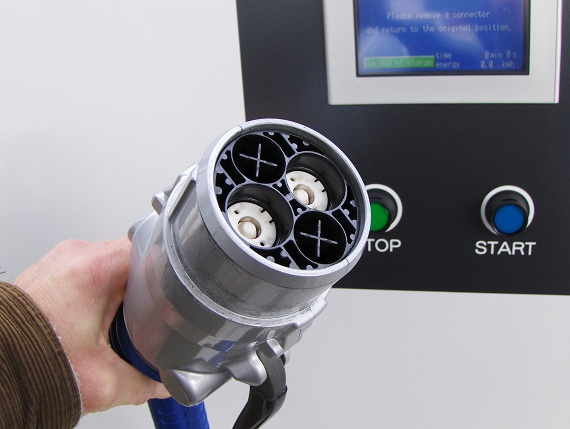
CHAdeMO-Ladestecker für Gleichstrom-Schnellladung mit typisch 50 kW Ladeleistung

An der Front unter dem Firmenlogo sitzen zwei Ladeanschlüsse:
- fünfpoliger Ladeanschluss Typ 1 für einphasige Ladung mit Wechselstrom. Dabei kann in Europa ein Adapter-Ladekabel mit Typ-2-Stecker für Ladung an Typ2-Ladepunkten mit 230 V Wechselstrom einphasig mit 14 A (3,3 kW) bzw. beim 2014er Leaf optional mit 28 A (6,6 kW) oder ein ICCB-Ladekabel 230 Volt Wechselstrom mit maximal 10 A (2,3 kW) mit (an der Haushalt-Steckdose) genutzt werden.[17]
- CHAdeMO-Gleichstrom-Anschluss für Schnellladung mit typisch 50 kW[18], mit dem ein Ladezustand von 80 % in 20–30 Minuten erreicht wird.

Mit dem autoseitigen „Ladeanschluss Typ1“ kann der Nissan Leaf einphasig an 230 V, 16 A („Lichtstrom“) aufgeladen werden. Dabei wird für das Ladekabel mit Typ-2-Anschluss und IEC-Lademode 3 an einer Ladestation oder Wandladestation eine Ladezeit von acht Stunden angegeben. Durch die Regelbarkeit der Ladeleistung des Bordladers über das Steuersignal ist eine nachgeführte Aufladung aus schwankenden Energiequellen (beispielsweise Überschussladung aus Photovoltaik) möglich. Die Ladedauer richtet sich dann nach dem Energieangebot der Quelle.
Auch eine Aufladung an üblichen Haushaltssteckdosen nach IEC-Lademode 1 ist möglich. Da allerdings das in Deutschland übliche Schuko-Stecksystem nicht verpolsicher ist, wird hier mit einem ICCB-Steuerteil im speziellen Ladekabel der ordnungsgemäße Anschluss sichergestellt und die Ladeleistung begrenzt. Für den deutschen Markt wird die Ladeleistung auf 2,3 kW (10 A), für den Schweizer Markt auf 1,8 kW (8 A) begrenzt. Damit verlängert sich allerdings die notwendige Ladedauer auf rund 10 (Deutschland) bzw. 13 (Schweiz) Stunden.
Die (Gleichstrom-)Schnellladung von leer auf 80 % der Kapazität an DC-Ladestationen des CHAdeMO-Standards dauert nur 30 Minuten. Um große Entfernungen mit dem Leaf zurücklegen zu können, will Nissan in Kooperation mit Energieunternehmen eine ausreichende Infrastruktur von Ladesäulen in jedem Land schaffen. In Deutschland engagiert sich RWE, die mit Renault und Nissan eine Partnerschaft zum Ausbau des öffentlichen Netzes von Ladestationen gründeten und vor allem Ladesäulen und Wand-Ladestationen mit 11 kW/22 kW Ladeleistung und Typ-2-Anschluss aufstellen bzw. installieren. Schnellladestationen nach CHAdeMO-Standard werden derzeit bei Nissan-Händlern installiert.
Seit 2012 bietet Nissan in Japan eine „EV Power Station“ an, mit der das Auto nicht nur schneller geladen werden kann, sondern auch Energie aus der Antriebsbatterie ins Hausnetz zurückspeisen kann. Diese Form der Speichernutzung lässt sich im Konzept Vehicle to Grid einordnen.

#### Reichweite und Verbrauch
Die mögliche Reichweite gibt Nissan mit den Anfangs verwendeten Akkus (24 kWh) mit etwa 160 km an. Nissan weist darauf hin, dass die Reichweite von vielen Faktoren wie Außentemperatur und Beschaffenheit der Straße abhängig ist. Die jeweilige Restdistanz wird zusammen mit den nächsten Ladestationen im Umkreis ständig aktualisiert im Navigationssystem angezeigt. Die Reichweite kann mit dem Eco-Modus leicht verlängert werden. Ist dieser aktiviert, wird vor allem der Energiebedarf von Heizung/Klimaanlage und anderer Verbraucher reduziert, gleichzeitig verändert sich die Pedalkennlinie des Gaspedals, so dass das Fahrzeug sanfter beschleunigt.
In einem ADAC-Test auf einer vorgegebenen Strecke in Südtirol verbrauchten die getesteten Leafs im Schnitt 17,4 kWh pro 100 km, was 1,95 Liter Benzin entspricht.
Im Alltagsbetrieb mit Stadt-/Landfahrten und Geschwindigkeiten bis maximal 100 km/h können Verbräuche unter 12 kWh/100 km erzielt werden.

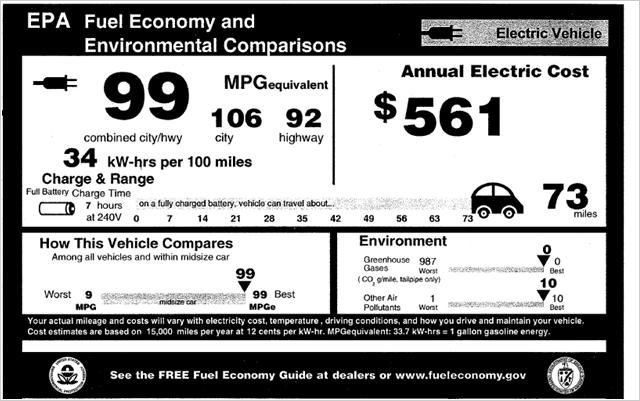
Der „Monroney-Aufkleber“ mit den Verbrauchswerten und -kosten des 2011er Nissan Leaf

In den USA wird nicht der Kraftstoffverbrauch pro 100 km angegeben, sondern die Reichweite in Meilen pro verbrauchte US-Gallone (ca. 3,8 Liter) Ottokraftstoff. Die Environmental Protection Agency setzt bei Elektrofahrzeugen ein Energie-Äquivalent von 33,7 kWh pro Gallone (8,90 kWh/l) an und nennt die Bezugsgröße „miles per gallon gasoline equivalent (mpge)“ anstatt mpg (miles per gallon). Auf dem für Neuwagen vorgeschriebenen „Monroney-Aufkleber“ an der Scheibe wird eine Reichweite von 106 mpge (2,22 l/100 km) in der Stadt, 92 mpge (2,55 l/100 km) auf Highways und 99 mpge (2,37 l/100 km) kombiniert angegeben.

#### Geräuscherzeugung

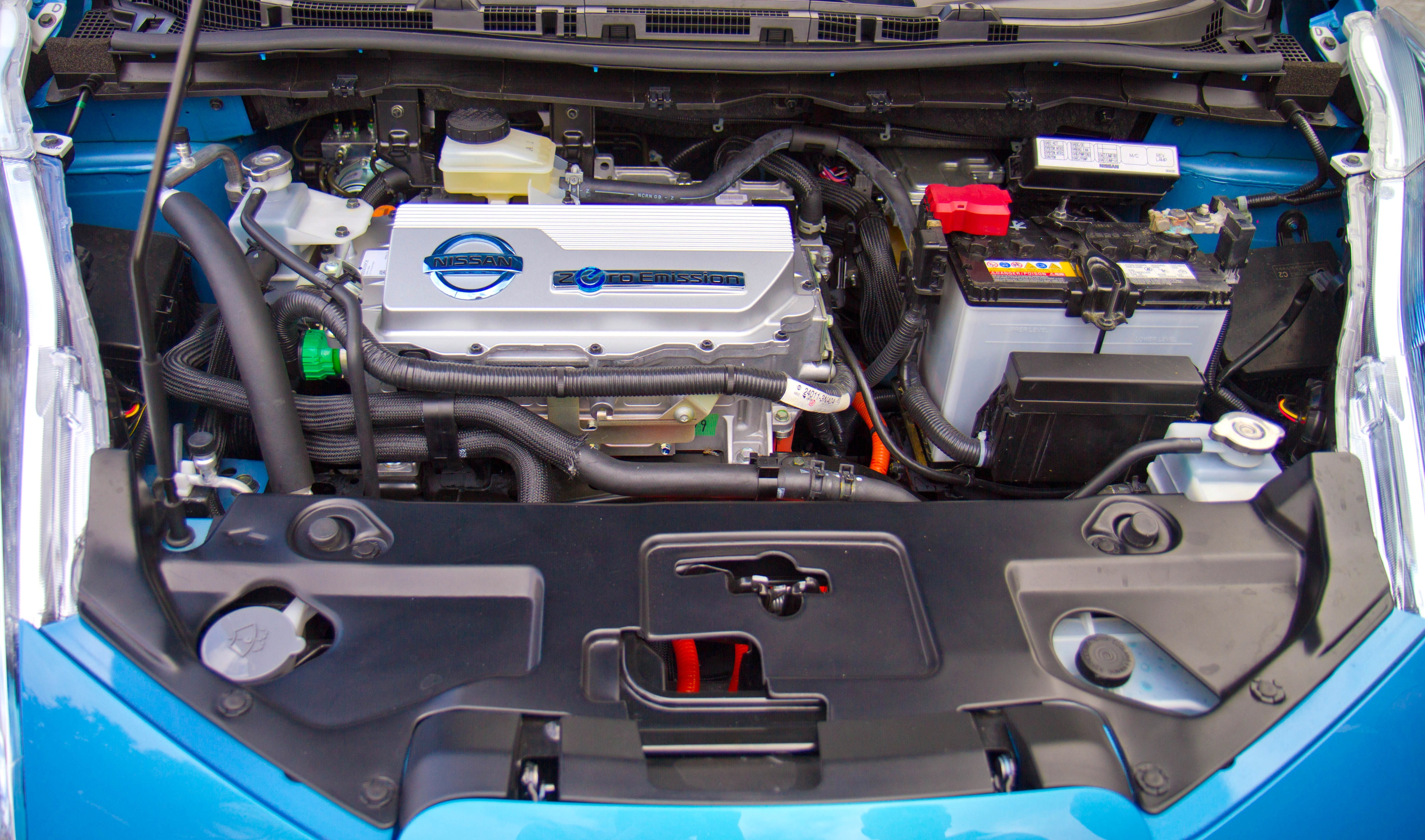
Der Motorraum des Leaf

Um Fußgänger vor dem nahezu lautlosen Fahrzeug zu warnen, kommt Nissans selbst entwickeltes System Approaching Vehicle Sound for Pedestrians (AVSP) zum Einsatz. Dieses dient zur Unfallvermeidung und erzeugt abhängig von der Geschwindigkeit des Leaf ein Geräusch, das sich auch beim Beschleunigen und Verlangsamen ändert. Bis zu einer Geschwindigkeit von 30 km/h und bei einer Geschwindigkeitsverringerung unter 25 km/h ist es aktiv. Eine akustische Warnung wird auch beim Starten des Motors oder während des Zurücksetzens abgegeben, um umstehende Personen auf eine Bewegung des Fahrzeuges aufmerksam zu machen. Das Geräusch wird von einem Lautsprecher im Motorraum erzeugt und kann vom Fahrer nur vorübergehend abgeschaltet werden, denn nach jedem Neustart ist das System wieder aktiv.

#### Solarmodul
Ein kleines Solarmodul auf dem Heckspoiler, das allerdings nicht in jeder Ausstattungsvariante serienmäßig verbaut ist, speist unabhängig vom Hochstromnetz der Antriebsbatterie Energie für die Bordelektronik in die 12-Volt-Bordbatterie ein, die ansonsten zyklisch von der Antriebsbatterie geladen wird.

#### Technische Daten
|                            | Leaf ZE0, 24 kWh                                        | Leaf ZE0, 30 kWh                                        |
| -------------------------- | ------------------------------------------------------- | ------------------------------------------------------- |
| Bauzeitraum                | Dez. 2010 – Dez. 2017                                   | Okt. 2015 – Dez. 2017                                   |
| Antrieb                    |                                                         |                                                         |
| Motorart                   | Wechselstrom-Synchronmotor                              | Wechselstrom-Synchronmotor                              |
| Antriebsart                | Vorderradantrieb                                        | Vorderradantrieb                                        |
| Motorleistung              | 80 kW (109 PS) von 3008–10.000 min−1                    | 80 kW (109 PS) von 3008–10.000 min−1                    |
| Max. Drehmoment            | 254 Nm von 0–3008 min−1                                 | 254 Nm von 0–3008 min−1                                 |
| Antriebsbatterie           |                                                         |                                                         |
| Energieinhalt              | 24 kWh                                                  | 30 kWh                                                  |
| Zellchemie                 | Lithium-Mangan-Akkumulator (LMO-Zellchemie, kobaltfrei) | Lithium-Mangan-Akkumulator (LMO-Zellchemie, kobaltfrei) |
| Messwerte                  |                                                         |                                                         |
| Reichweite                 | 200 km (jap. Zyklus)                                    |                                                         |
| Verbrauch auf 100 km       | 15,0 kWh (jap. Zyklus)                                  | 15,0 kWh (jap. Zyklus)                                  |
| Beschleunigung, 0–100 km/h | 11,5 s                                                  | 11,5 s                                                  |
| Max. Geschwindigkeit       | 144 km/h (abgeregelt)                                   | 144 km/h (abgeregelt)                                   |
| Leergewicht                | 1520 kg                                                 |                                                         |
| Abmessungen                | 4445 mm × 1770 mm × 1550 mm                             | 4445 mm × 1770 mm × 1550 mm                             |
| Radstand                   | 2700 mm                                                 | 2700 mm                                                 |
| Spurweite vorn/hinten      | 1540 / 1535 mm                                          | 1540 / 1535 mm                                          |

### Galerie

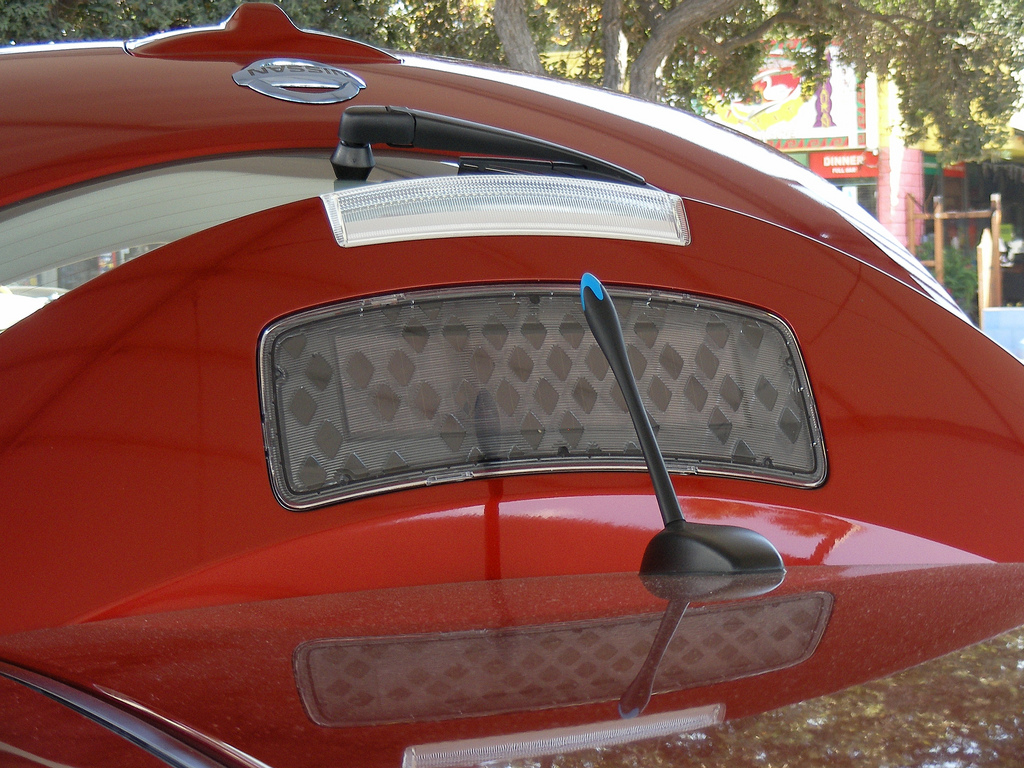
Optionales Solarpanel auf dem Heckspoiler
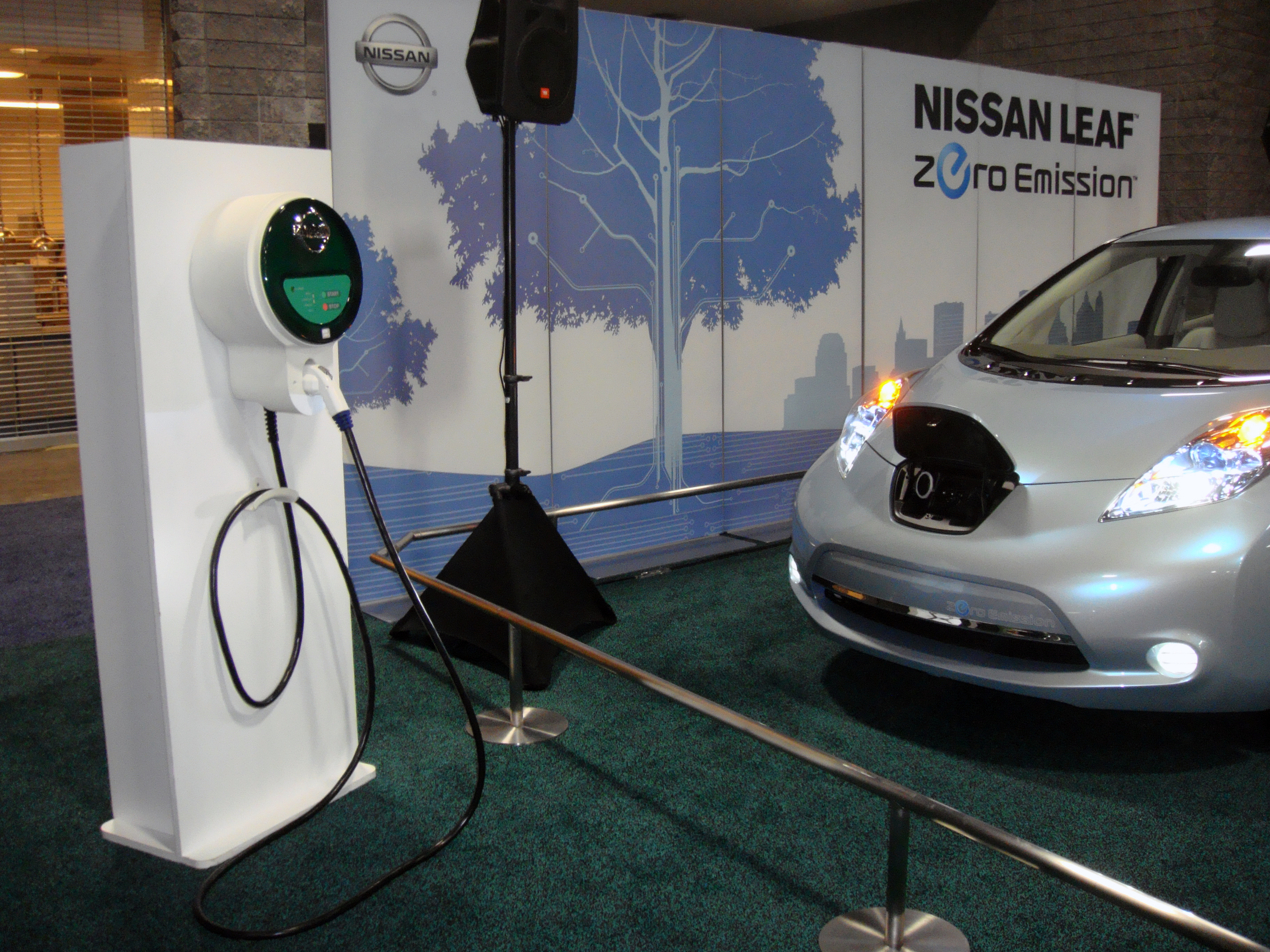
Die Ladestation des Leaf
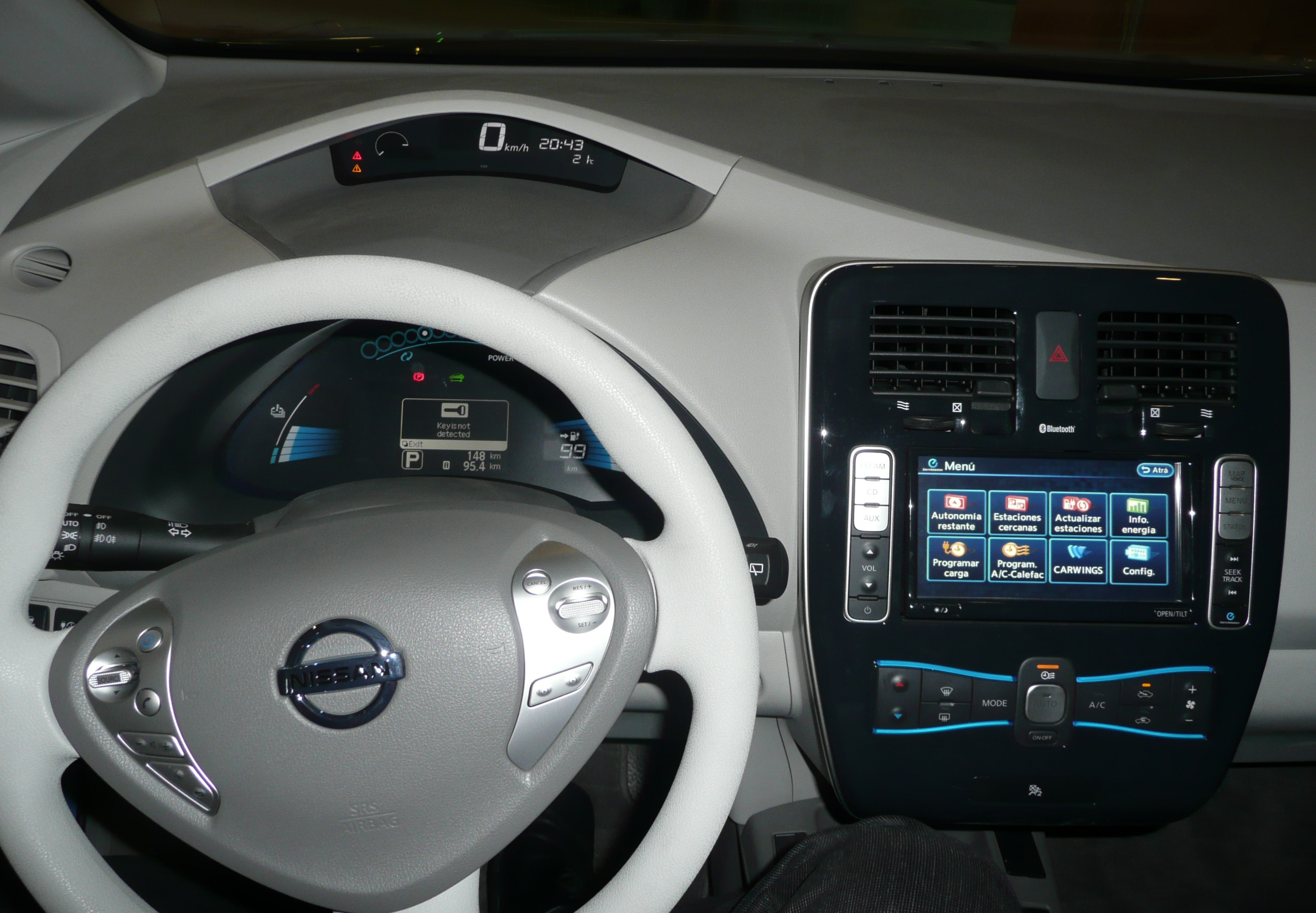
Armaturenbrett des Nissan Leaf
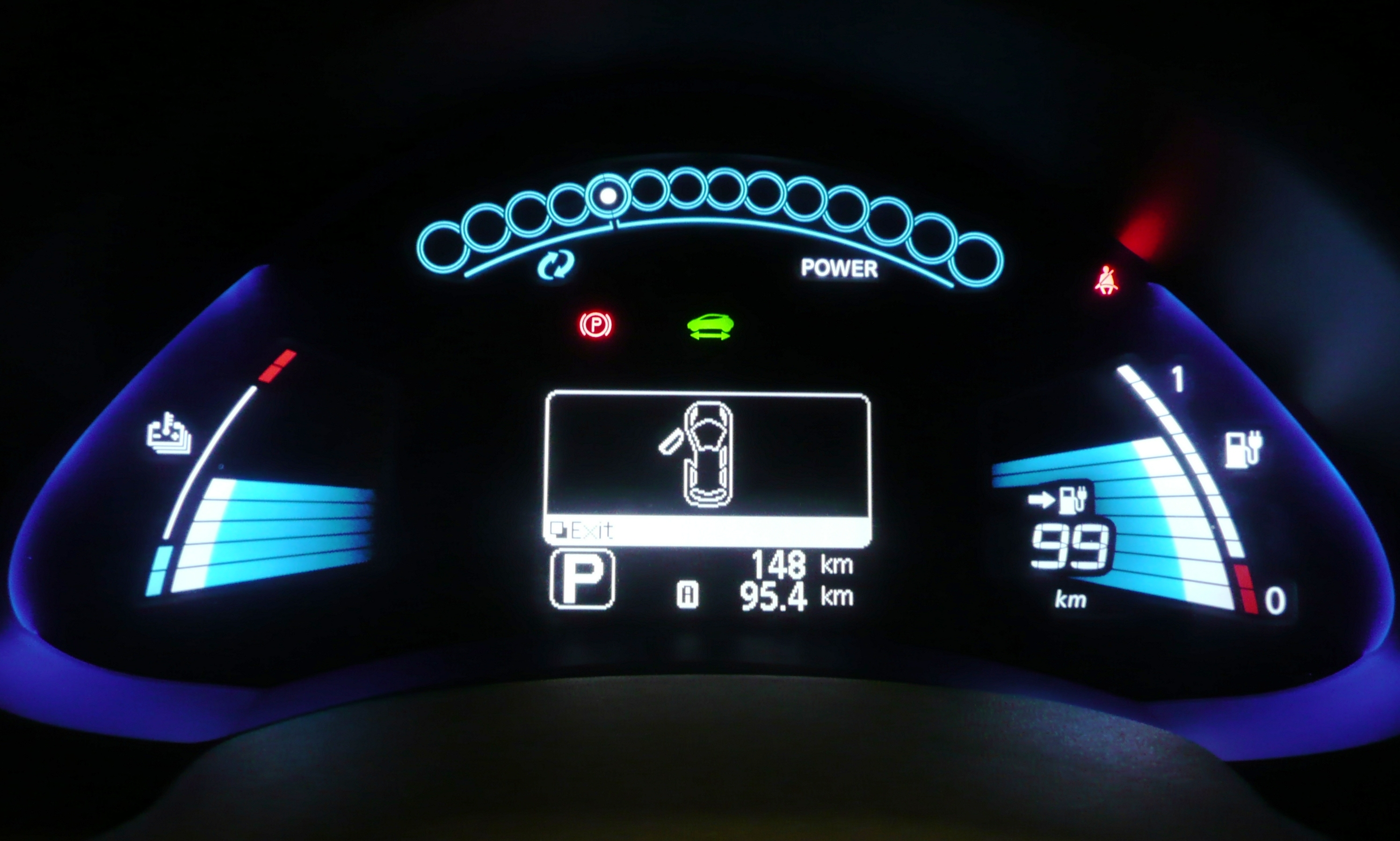
Anzeige am Armaturenbrett
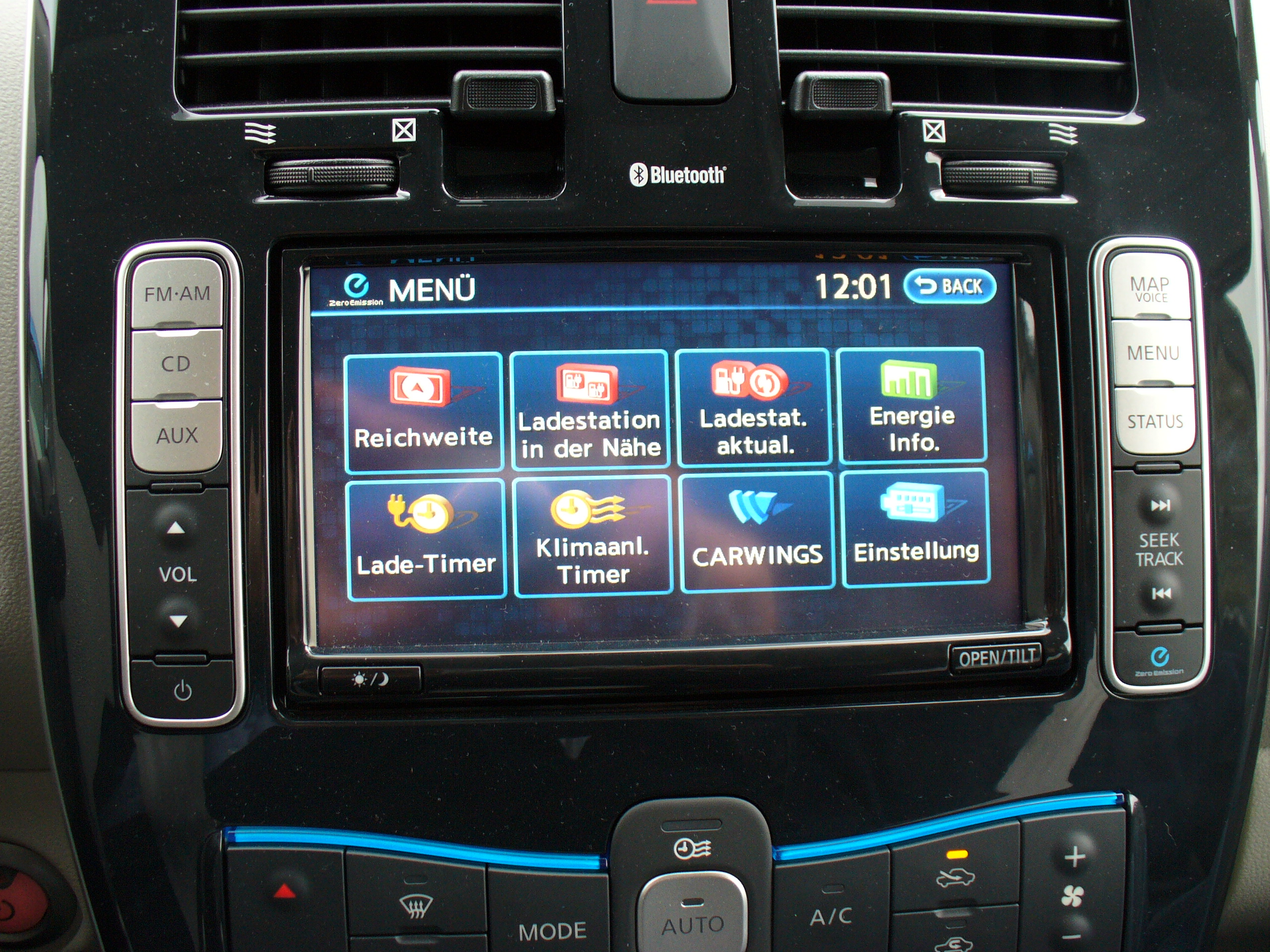
Auswahl-Touchscreen in der Mittelkonsole

### Modellpflege

#### 2013

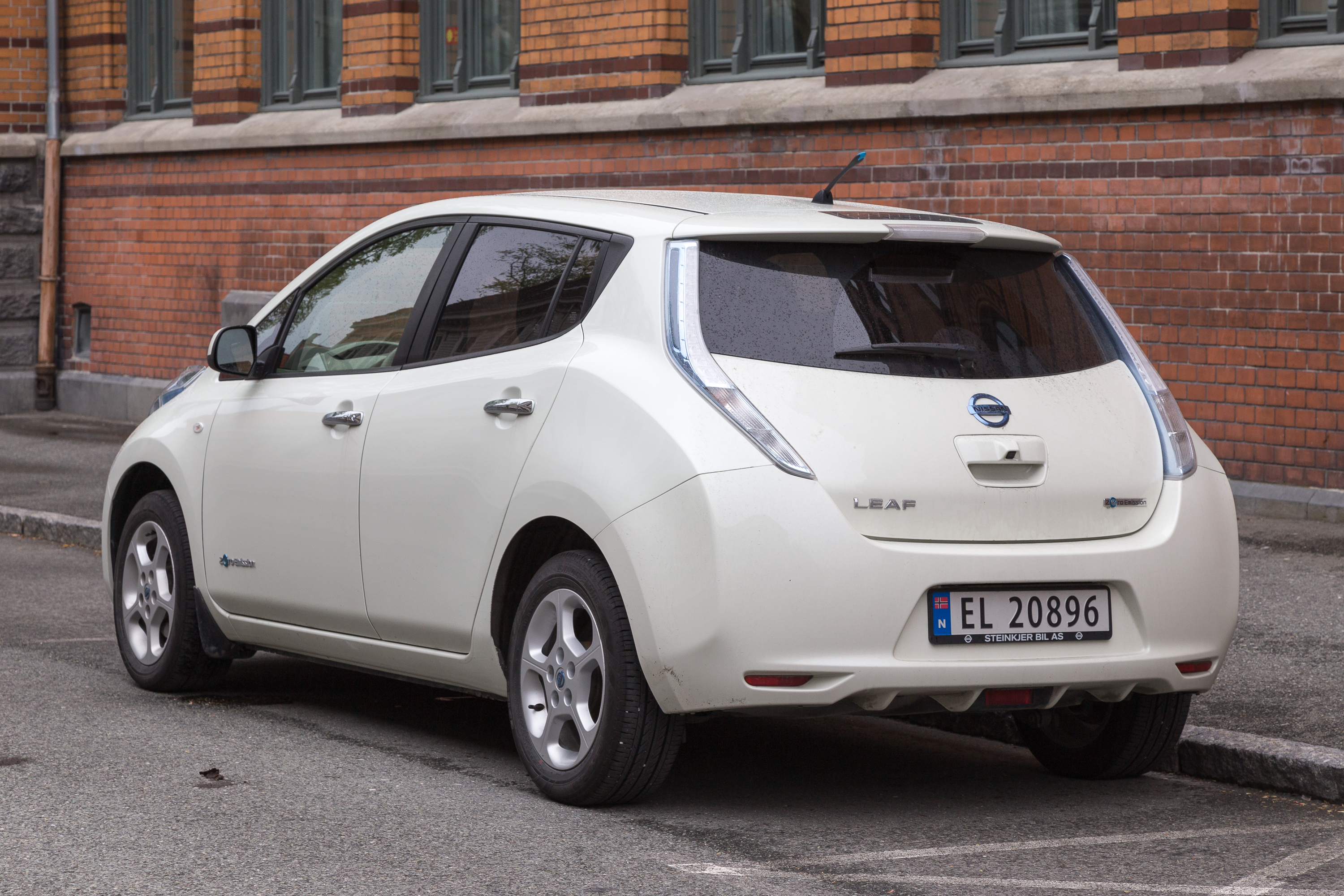
Nissan Leaf (2013–2015)

Mitte 2013 stellte Nissan die zweite Generation vor, bei der mehr als 100 kleine Verbesserungen durchgeführt wurden. Am Design hat sich nur wenig geändert: ein in schwarz erhältlicher Innenraum und Leder in der „Tekna“-Ausstattung. Die Reichweite hat sich etwas erhöht auf 199 km nach NEFZ (vorher 175 km). Realistisch sind im Alltag je nach Fahrweise und Wetter 120 bis 160 km. Die bedeutendsten Verbesserungen bei der zweiten Generation sind die stärkere Rekuperation („B-Modus“) sowie die Wärmepumpenheizung, die statt der 1,7 kW im Vorgänger nur noch 0,3 bis 0,6 kW benötigt.
Angeboten wurden drei neue Ausstattungsvarianten (Visia, Acenta, Tekna). Die zweite Generation ließ dem Käufer die Wahl, die Antriebsbatterie zu mieten, anstatt zu kaufen (ab 79 €/Monat Batteriemiete je nach Kilometerfahrleistung, Fahrzeugpreis ab 23.790 €). Kleine Verbesserungen sind beispielsweise ein mit LED-Lampen beleuchteter Ladeanschluss, eine Kabelverriegelung sowie ein vergrößerter Kofferraum. Auch das Gewicht konnte gesenkt werden.

#### 2015
Seit September 2015 ist der Leaf mit zwei unterschiedlichen Akkus erhältlich. Neben dem herkömmlichen 24-kWh-Akku in der Basisversion wird in den höheren Ausstattungsvarianten ein 30-kWh-Akku integriert. Dadurch erhöht sich die Reichweite des Leafs von 135 auf 172 km (gemäß US-Testzyklus).
Der neue Akku basiert auf einer veränderten Zellchemie mit höherer Energiedichte. Die Bauform und das Volumen des Akkus bleiben unverändert, das Gewicht erhöht sich jedoch um etwa 21 kg.
Auch für den europäischen Markt wird bei Nissan Motor Manufacturing (UK) in Sunderland die Produktion umgestellt. Ab Januar 2016 wird in der Ausstattungsvariante Acenta und Tekna optional der 30-kWh-Akku verbaut, die Ausstattungsvariante Visia hat weiterhin eine 24-kWh-Batterie. Die Reichweite gemäß NEFZ-Zyklus wächst um 26 % von 199 km auf 250 km. Weitere Änderungen des Modelljahres 2016 sind:
- die Kapazitätsgarantie der Acenta- und Tekna-Ausstattung (30 kWh) wird auf 160.000 km bzw. 8 Jahre erhöht,
- das Infotainment-System NissanConnect EV erhält neue Software mit Echtzeit-Informationen zum Status von Ladestationen,
- es gibt einen Digitalradio-Empfänger,
- der neue Farbton „Bronze“ ist verfügbar.

## Zweite Generation (ZE1, seit 2017)
| Sterne im Euro-NCAP-Crashtest |

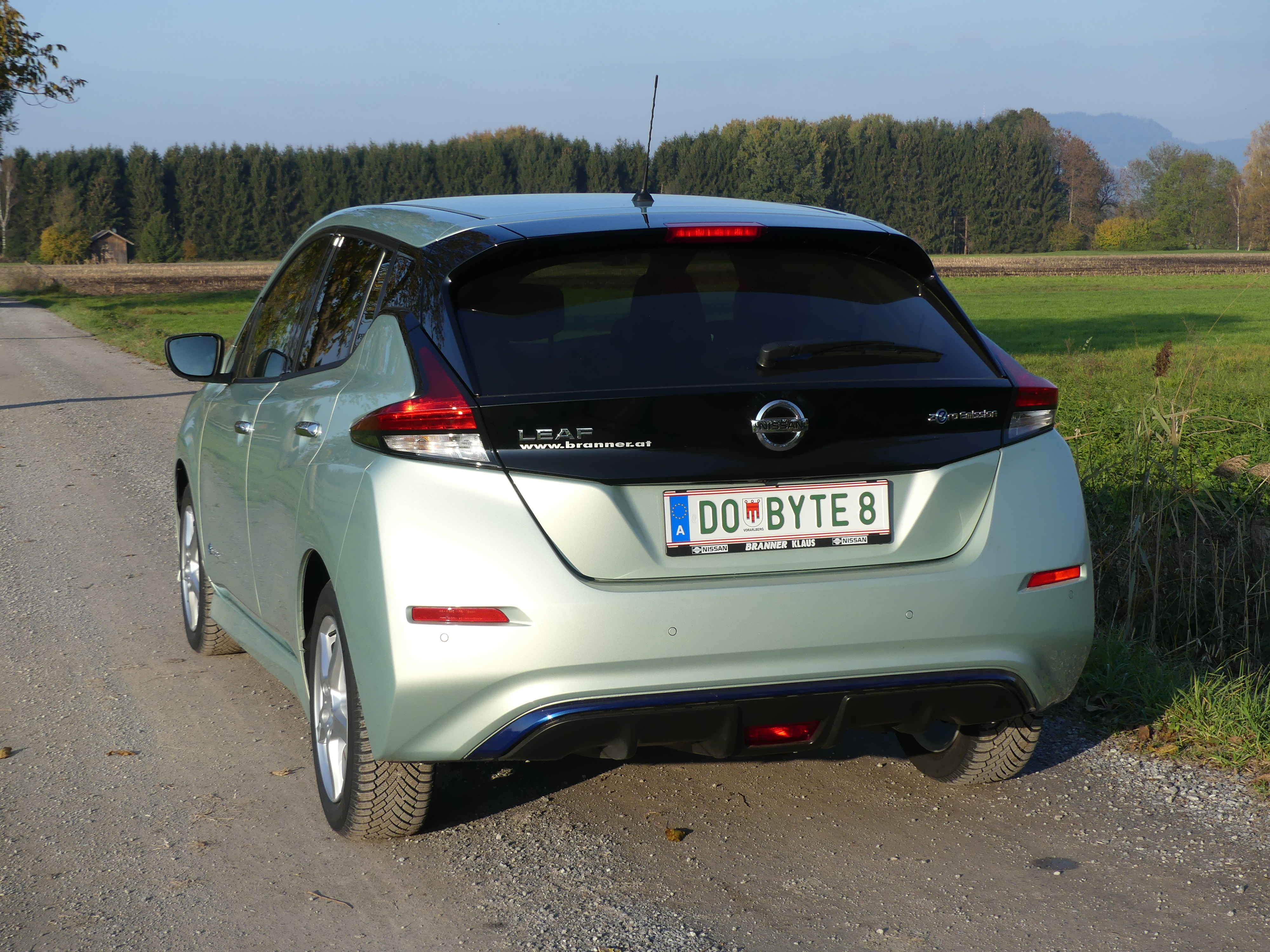
Heckansicht

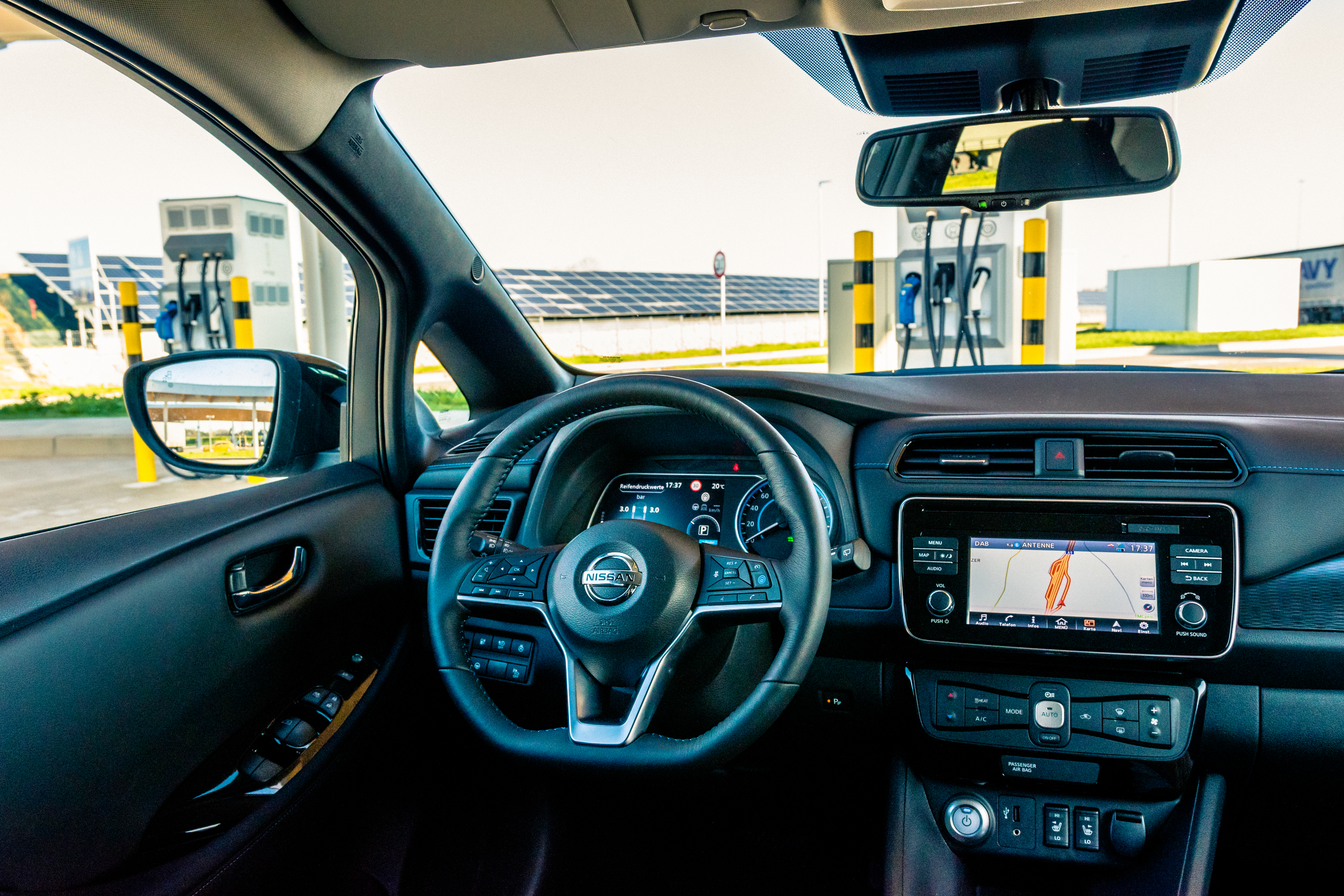
Innenansicht

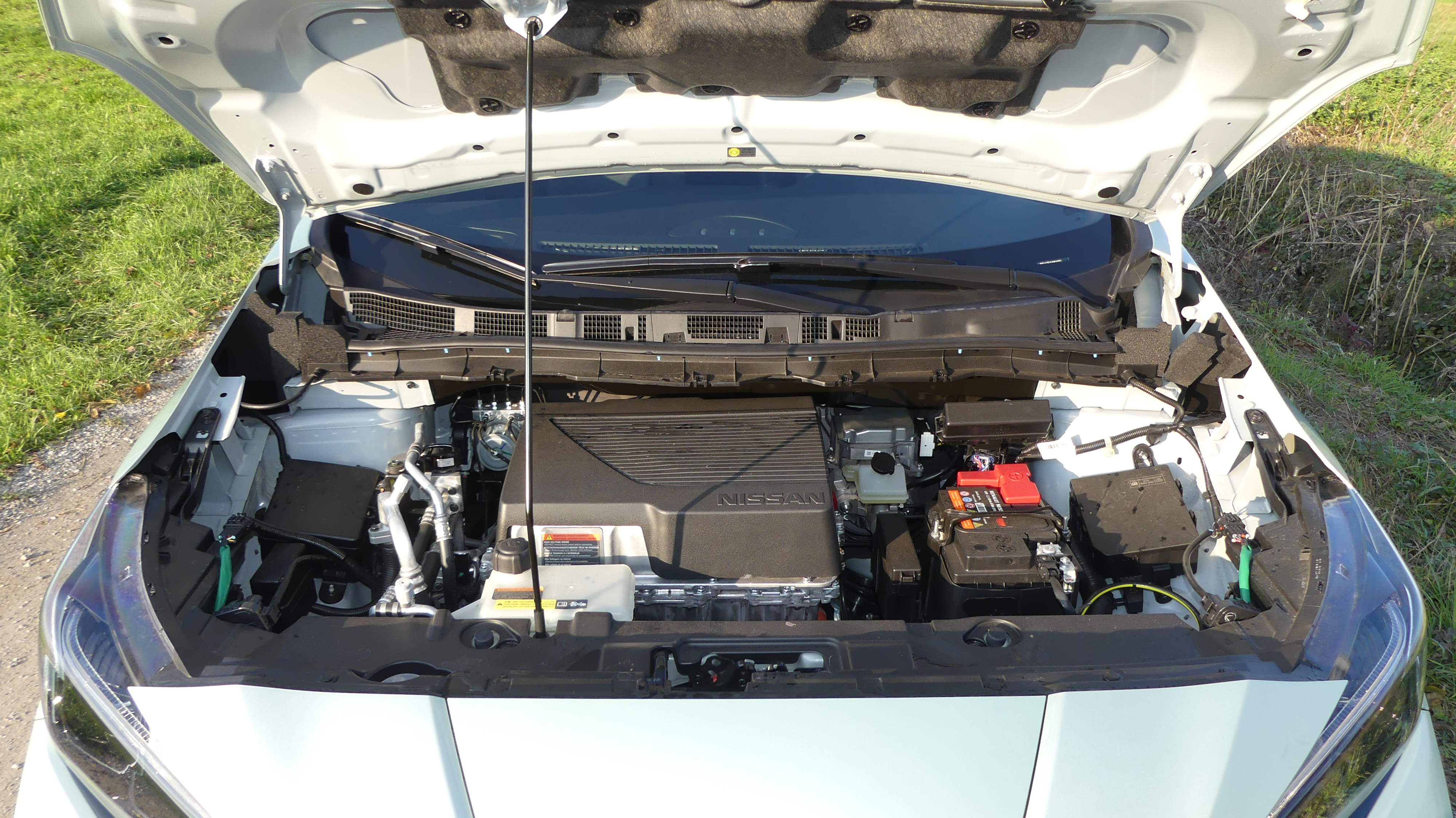
Motorraum

Am 6. September 2017 präsentierte Nissan die zweite Generation des Leaf. Sie ist in Europa seit Oktober 2017 bestellbar und wird seit Januar 2018 ausgeliefert.
Der Preis lag nach Angaben des Unternehmens 2018 in Deutschland bei ca. 32.000 Euro.
Im März 2024 gab Nissan das Produktionsende für den europäischen Markt bekannt. Das Werk in Sunderland werde für künftige Elektromodelle der Marke vorbereitet.

### Technik

#### Antriebe
Mit einer Leistung von 110 kW (150 PS) ist der Leaf der zweiten Generation stärker motorisiert als das Vorgängermodell. Die Höchstgeschwindigkeit wird dennoch wieder bei 144 km/h abgeregelt. Die Beschleunigung auf 100 km/h erfolgt nun in 7,9 Sekunden. Neue Funktionen sind unter anderem die Einpark-Funktion ProPILOT Park, ein teilautonomes Fahren auf der Autobahn oder das One-Pedal-Driving, bei dem die Bremse seltener benutzt werden muss, da die Eigenbremsleistung durch Rekuperation gesteigert wurde. Auf ein aktives thermisches Management der Batterie wird weiterhin verzichtet.
Seit Anfang 2019 wird eine E-Plus-Variante mit einem 160 kW (217 PS) leistenden Elektromotor angeboten, der mit 62 kWh Kapazität eine Reichweite von bis zu 385 km ermöglichen soll. In Europa ist diese Version auf 5000 Einheiten limitiert. Vorgestellt wurde sie auf der Consumer Electronics Show 2019 in Las Vegas.

#### Ladetechnik
Der Leaf der zweiten Generation hat wie sein Vorgänger zwei Ladeanschlüsse:
- CHAdeMO für Gleichstromladung mit bis zu 50 kW.
- IEC 62196 Typ 2 (in der europäischen Variante) für einphasige Ladung mit bis zu 6,6 kW.

Der CHAdeMO-Anschluss ist bidirektional, der Nissan Leaf kann somit unter Verwendung einer geeigneten Ladesäule auch Strom zurück ins Netz einspeisen (Vehicle to Grid). Im Oktober 2018 erhielt der Nissan Leaf als erstes Auto in Deutschland die Zulassung für die Rückspeisung von Primärregelleistung ins Stromnetz.

#### Antriebsbatterie und Reichweite
Der Energieinhalt der Antriebsbatterie im Grundmodell wurde auf 40 kWh erhöht. Dadurch steigt die Reichweite auf 378 km nach NEFZ an. Die Reichweite nach städtischem WLTP beträgt 415 km und 270 km nach kombiniertem WLTP.

#### Technische Daten
|                            | Leaf ZE1, 40 kWh                                  | Leaf ZE1, 62 kWh                                  |
| -------------------------- | ------------------------------------------------- | ------------------------------------------------- |
| Bauzeitraum                | seit Jan. 2018                                    | seit Jan. 2019                                    |
| Antrieb                    |                                                   |                                                   |
| Motorart                   | Wechselstrom-Synchronmotor                        | Wechselstrom-Synchronmotor                        |
| Antriebsart                | Vorderradantrieb                                  | Vorderradantrieb                                  |
| Motorleistung              | 110 kW (150 PS) bei 3283–9795 min−1               | 160 kW (217 PS) bei 4600–5800 min−1               |
| Max. Drehmoment            | 320 Nm von 0–3283 min−1                           | 340 Nm von 500–4000 min−1                         |
| Antriebsbatterie           |                                                   |                                                   |
| Energieinhalt              | 40 kWh                                            | 62 kWh                                            |
| Zellchemie                 | Nickel-Mangan-Cobalt-Akkumulator (NMC-Zellchemie) | Nickel-Mangan-Cobalt-Akkumulator (NMC-Zellchemie) |
| Messwerte                  |                                                   |                                                   |
| Reichweite                 | 270 km (WLTP)                                     | 385 km (WLTP)                                     |
| Verbrauch auf 100 km       | 17,0 kWh (UN/ECE 101)                             | 18,0 kWh (kombiniert)                             |
| Beschleunigung, 0–100 km/h | 7,9 s                                             | 6,9–7,3 s                                         |
| Max. Geschwindigkeit       | 144 km/h (abgeregelt)                             | 157 km/h (abgeregelt)                             |
| Leergewicht                | 1580–1640 kg                                      | 1756–1811 kg                                      |
| Abmessungen                | 4490 mm × 1790 mm × 1540 mm                       | 4490 mm × 1790 mm × 1540 mm                       |
| Radstand                   | 2700 mm                                           | 2700 mm                                           |
| Spurweite vorn/hinten      | 1530 / 1540 mm                                    | 1530 / 1540 mm                                    |

### Leaf Nismo Concept

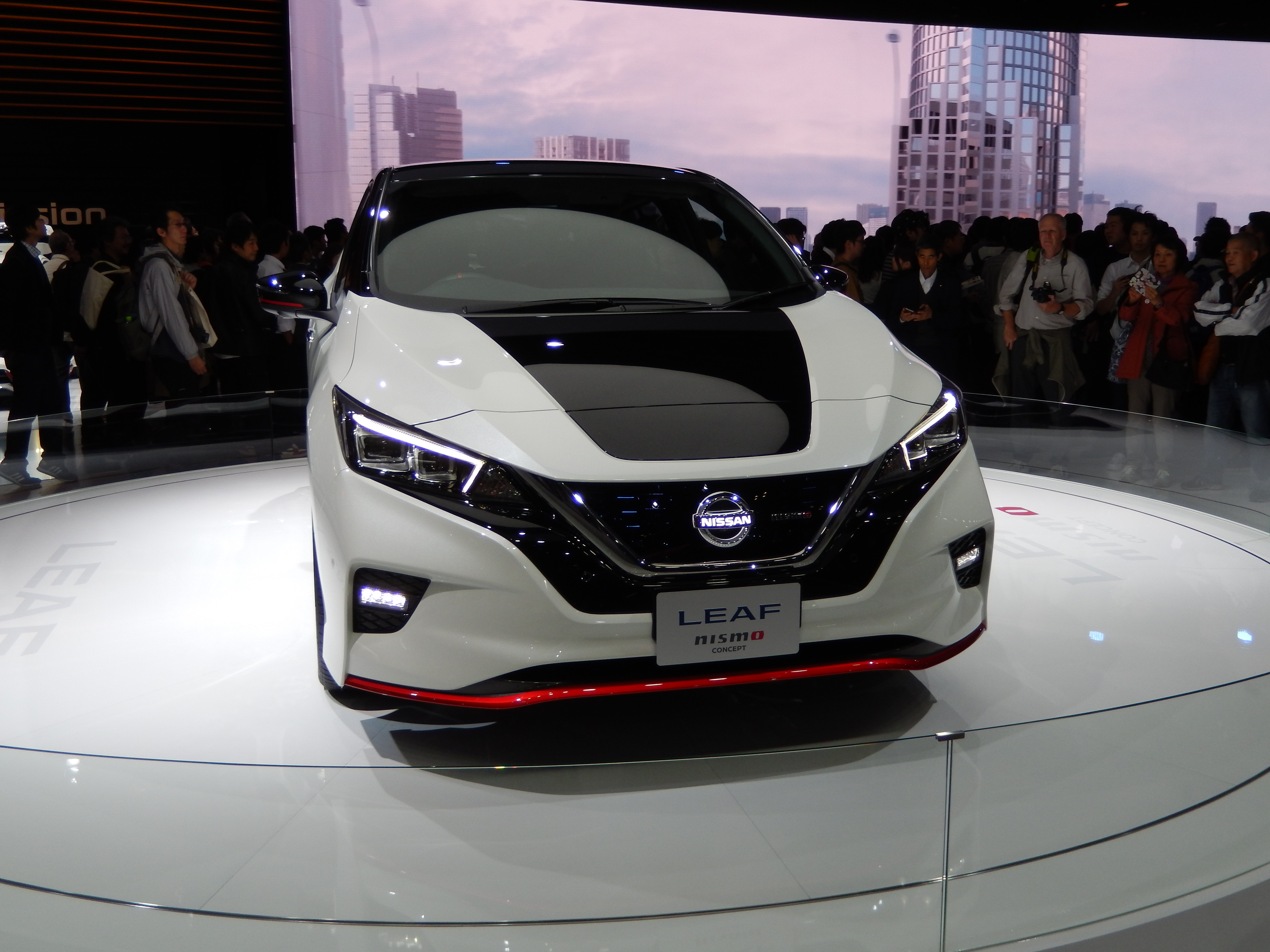
Nissan Leaf Nismo Concept auf der Tokyo Motor Show 2017

Im Herbst 2017 stellte Nissan auf der Tokyo Motor Show den Leaf Nismo Concept vor. Diese von Nissans Motorsportabteilung Nismo überarbeitete Version des Leaf wurde durch farbliche Akzente und sportliche Anbauteile aufgewertet. Technisch bleibt der Leaf Nismo Concept unverändert.
Im Januar 2020 wurde eine Allrad-Version des Nismo mit einer Leistung von 322 hp (umgerechnet 240 kW) und 690 Nm Drehmoment vorgestellt, die den Sprint 1–100 km/h in 3,4 Sekunden schaffen soll und damit schneller wäre als ein Porsche Taycan 4S.

## Dritte Generation (ZE2, ab 2026)
Im Juni 2025 wurde die dritte Leaf-Generation vorgestellt. Erste Auslieferungen sind für das Frühjahr 2026 geplant. Fortan wird die AmpR-Medium-Plattform als Basis genutzt. Die Produktion erfolgt wieder in Sunderland.

### Technik

#### Antriebe
Angeboten werden zwei Grundtypen. Die Basisversion kombiniert einen 52-kWh-Akku mit einem Elektromotor, der 130 kW (177 PS) leistet. Das Drehmoment beträgt 345 Nm. Die leistungsstärkere Version mit 160 kW (217 PS) und einem Drehmoment von 355 Nm hat einen 75-kWh-Akku. Die Reichweiten nach dem WLTP-Messzyklus werden mit bis zu 436 bzw. 604 km angegeben. Die Beschleunigungszeit von 0 auf 100 km/h beträgt 8,6 bzw. 7,6 s. Die Höchstgeschwindigkeit wird bei beiden Versionen bei 160 km/h begrenzt.

#### Ladetechnik
Die Version mit 52-kWh-Akku erreicht eine Ladeleistung per Gleichstrom von maximal 105 kW. Bei der Version mit 75-kWh-Akku sind maximal 150 kW möglich. Die Ladeleistung mit Wechselstrom beträgt 7,4 oder 11 kW. Außerdem gibt es eine V2L-Funktion, mit der externe Geräte mit bis zu 3,6 kW versorgt werden können. Darüber hinaus ist das Modell für V2G vorbereitet, das eine Rückspeisung ins Stromnetz ermöglicht. Für optimale Ladevorgänge soll ein Batterietemperaturmanagementsystem sorgen, das bei Verwendung der Routenplanung den Akku vorkonditioniert.

#### Sonstiges
Das Kofferraumvolumen beträgt 437 Liter. Der Luftwiderstandsbeiwert liegt bei 0,25 und somit niedriger als der des Vorgängers (0,28).

#### Technische Daten
|                            | Leaf ZE2, 52 kWh                                  | Leaf ZE2, 75 kWh                                  |
| -------------------------- | ------------------------------------------------- | ------------------------------------------------- |
| Bauzeitraum                | ab Frühjahr 2026                                  | ab Frühjahr 2026                                  |
| Antrieb                    |                                                   |                                                   |
| Motorart                   |                                                   |                                                   |
| Antriebsart                | Vorderradantrieb                                  | Vorderradantrieb                                  |
| Motorleistung              | 133 kW (177 PS)                                   | 160 kW (217 PS)                                   |
| Max. Drehmoment            | 345 Nm                                            | 355 Nm                                            |
| Antriebsbatterie           |                                                   |                                                   |
| Energieinhalt              | 52 kWh                                            | 75 kWh                                            |
| Zellchemie                 | Nickel-Mangan-Cobalt-Akkumulator (NMC-Zellchemie) | Nickel-Mangan-Cobalt-Akkumulator (NMC-Zellchemie) |
| Messwerte                  |                                                   |                                                   |
| Reichweite                 | 436 km (WLTP)                                     | 604 km (WLTP)                                     |
| Verbrauch auf 100 km       | 14,0 kWh (kombiniert)                             | 14,2 kWh (kombiniert)                             |
| Beschleunigung, 0–100 km/h | 8,6 s                                             | 7,6 s                                             |
| Max. Geschwindigkeit       | 160 km/h (abgeregelt)                             | 160 km/h (abgeregelt)                             |
| Abmessungen                | 4350 mm × 1810 mm × 1550 mm                       | 4350 mm × 1810 mm × 1550 mm                       |
| Radstand                   | 2690 mm                                           | 2690 mm                                           |

## Produktionsstandorte
Am 22. Oktober 2010 lief die Fertigung des Leaf im Stammwerk Oppama in Yokosuka an. In zwei weiteren Werken in den USA und in Großbritannien wurde die Produktion im ersten Quartal 2013 aufgenommen. Der jährliche Produktionsausstoß beträgt insgesamt maximal 250.000 Einheiten. Ab 2015 waren weitere 50.000 Einheiten pro Jahr in China in Guangdong möglich. Dort wurden sie bis zum Jahr 2018 dann unter der Bezeichnung Venucia e30 vermarktet. Im März 2024 endete die Produktion in Großbritannien.
| Land    | Standort                                   | Produktionsbeginn | Fahrzeugproduktion pro Jahr | Akkuproduktion pro Jahr |
| ------- | ------------------------------------------ | ----------------- | --------------------------- | ----------------------- |
| Japan   | Oppama, Yokosuka                           | Oktober 2010      | 50.000 Einheiten            | 90.000 Einheiten        |
| USA     | Smyrna (Tennessee)                         | Januar 2013       | 150.000 Einheiten           | 200.000 Einheiten       |
| England | Sunderland Nissan Motor Manufacturing (UK) | März 2013         | 50.000 Einheiten            | 60.000 Einheiten        |

Die Produktionsstandorte wurden nicht durch den Leaf ausgelastet. Im Jahr 2019 wurden weltweit 69.873 Leaf hergestellt.

## Verkaufszahlen
Die Auslieferung begann in den Vereinigten Staaten am 11. Dezember 2010 und in Japan am 20. Dezember. 2011 begann der weitere Verkauf zunächst in Ländern, in denen Elektroautos staatlich subventioniert werden. Dazu zählen Portugal im Januar, Irland im Februar, Großbritannien im März und die Niederlande im Juni. Der weltweite Vertrieb, auch in Deutschland, begann 2012. Schon seit Mai 2011 sind die ersten drei Leafs in Deutschland als Teil der Elektrofahrzeugflotte der Firma juwi in Wörrstadt unterwegs.

### Neuzulassungen/Verkaufszahlen
Bis September 2020 wurden weltweit über 500.000 Fahrzeuge ausgeliefert. Die nachfolgende Tabelle gibt einen Überblick über die Neuzulassungs- bzw. Verkaufszahlen in den führenden Märkten seit Einführung.
| Vereinigte Staaten        | 19 | 9.674  | 9.819  | 22.610 | 30.200 | 17.269 | 14.066 | 11.230 | 14.715 | 12.365 | 9.559 | 14.237 | 12.026 | 7.149 | 11.227 | 141.967 | [ 57 ] [ 58 ] [ 59 ] [ 60 ] [ 61 ] [ 62 ] [ 63 ] [ 64 ]                                         |  |  |
| Japan                     | 19 | 10.310 | 11.115 | 13.021 | 14.177 | 9.057  | 14.795 | 16.925 | 25.722 | 19.789 |       |        |        |       |        | 134.930 | [ 65 ] [ 66 ] [ 67 ] [ 68 ] [ 69 ] [ 70 ] [ 71 ] [ 72 ] [ 73 ]                                  |  |  |
| Norwegen                  |    | 381    | 2.298  | 4.604  | 4.781  | 3.189  | 4.162  | 3.374  | 12.303 | 6.127  | 5.221 | 5.313  |        |       |        | 41.219  | [ 74 ] [ 75 ] [ 76 ] [ 77 ] [ 78 ] [ 79 ]                                                       |  |  |
| Vereinigtes Königreich    |    | 635    | 699    | 1.800  | 4.051  | 5.236  | 4.580  | 5.298  |        |        |       |        |        |       |        | 22.299  | [ 80 ] [ 81 ] [ 82 ] [ 83 ] [ 84 ] [ 85 ]                                                       |  |  |
| Frankreich                |    | 83     | 524    | 1.438  | 1.604  | 2.220  | 3.887  | 2.381  | 4.668  | 3.740  |       |        |        |       |        | 20.545  | [ 86 ] [ 87 ] [ 88 ] [ 89 ] [ 90 ] [ 91 ] [ 92 ] [ 93 ]                                         |  |  |
| Kanada                    |    | 170    | 240    | 470    | 1.085  | 1.233  | 1.375  | 946    | 5.735  | 2.881  | 1.535 | 1.223  |        |       |        | 14.135  | [ 94 ] [ 95 ] [ 96 ] [ 97 ] [ 98 ] [ 99 ]                                                       |  |  |
| Deutschland               |    | 21     | 451    | 855    | 812    | 948    | 1.121  | 841    | 2.380  | 2.620  | 3.597 | 5.051  | 3.593  |       |        | 22.290  | [ 100 ] [ 101 ] [ 102 ] [ 103 ] [ 104 ] [ 105 ] [ 106 ] [ 107 ] [ 108 ] [ 109 ] [ 110 ] [ 111 ] |  |  |
| Schweden                  |    |        | 129    | 317    | 438    | 841    | 836    | 981    | 1.831  | 1.541  |       |        |        |       |        | 6.914   | [ 112 ] [ 113 ] [ 114 ] [ 115 ] [ 116 ] [ 117 ]                                                 |  |  |
| Niederlande               |    | 294    | 265    | 462    | 510    | 560    | 666    | 506    | 3.370  | 3.800  |       |        |        |       |        | 10.433  | [ 118 ] [ 119 ] [ 120 ] [ 121 ] [ 122 ] [ 123 ] [ 124 ]                                         |  |  |
| Spanien                   |    | 59     | 154    | 263    | 465    | 344    | 519    | 457    | 1.264  | 1.510  |       |        |        |       |        | 5.035   | [ 125 ] [ 126 ] [ 127 ] [ 128 ] [ 129 ]                                                         |  |  |
| Italien                   |    | 5      | 146    | 323    | 336    | 389    | 462    | 403    | 1.475  | 1.266  |       |        |        |       |        | 4.805   | [ 130 ] [ 131 ] [ 132 ] [ 133 ] [ 134 ]                                                         |  |  |
| Österreich                |    | 3      | 64     | 88     | 121    | 156    | 333    | 369    | 982    | 982    |       |        |        |       |        | 3.098   | [ 135 ] [ 136 ] [ 137 ]                                                                         |  |  |
| Schweiz und Liechtenstein |    | 39     | 74     | 178    | 106    | 145    | 158    | 127    |        | 530    |       |        |        |       |        | 1.357   | [ 138 ] [ 139 ] [ 140 ] [ 141 ] [ 142 ] [ 143 ] [ 144 ]                                         |  |  |
| Summe 1                   | 38 | 21.674 | 25.978 | 46.429 | 58.750 | 40.568 | 46.963 | 39.187 | 74.445 | 57.151 |       |        |        |       |        | 416.786 |                                                                                                 |  |  |

### Zulassungszahlen in Deutschland
|  |

|  |

|  |

|  |

|  |

|  |

|  |

|  |

|  |

|  |

|  |

|  |

|  |

|  |

|  |

|  |

|  |

|  |

|  |

|  |

|  |

|  |

|  |

|  |

|  |

|  |

|  |

|  |

|  |

|  |

|  |

|  |

|  |

|  |

|  |

|  |

|  |

|  |

|  |

|  |

|  |

|  |

|  |

|  |

|  |

|  |

|  |

|  |

|  |

|  |

|  |

|  |

|  |

|  |

|  |

|  |

|  |

|  |

|  |

|  |

|  |

|  |

|  |

|  |

|  |

|  |

|  |

|  |

|  |

|  |

|  |

|  |

|  |

|  |

|  |

|  |

|  |

|  |

|  |

|  |

|  |

|  |

|  |

|  |

|  |

|  |

|  |

|  |

|  |

|  |

|  |

|  |

|  |

|  |

|  |

|  |

|  |

|  |

|  |

|  |

|  |

|  |

|  |

|  |

|  |

|  |

|  |

|  |

|  |

|  |

|  |

|  |

|  |

|  |

|  |

|  |

|  |

|  |

|  |

|  |

|  |

|  |

|  |

|  |

|  |

|  |

|  |

|  |

|  |

|  |

|  |

|  |

|  |

|  |

|  |

|  |

|  |

|  |

|  |

|  |

|  |

|  |

|  |

|  |

|  |

|  |

|  |

|  |

|  |

|  |

|  |

|  |

|  |

|  |

|  |

|  |

|  |

|  |

|  |

|  |

|  |

|  |

|  |

|  |

|  |

|  |

|  |

|  |

|  |

|  |

|  |

|  |

|  |

|  |

|  |

|  |

|  |

|  |

|  |

|  |

|  |

|  |

|  |

|  |

|  |

|  |

|  |

|  |

|  |

|  |

|  |

|  |

|  |

|  |

|  |

|  |

|  |

|  |

|  |

|  |

|  |

|  |

|  |

|  |

|  |

|  |

|  |

|  |

|  |

|  |

|  |

|  |

|  |

|  |

|  |

|  |

|  |

|  |

|  |

|  |

|  |

|  |

|  |

|  |

|  | Vorderradantrieb (24.773) |

|  | Vorderradantrieb (24.773) |

## Auszeichnungen und Meilensteine
- Im November 2010 wurde der Leaf als erstes Elektrofahrzeug in der Geschichte des Wettbewerbs zum europäischen Auto des Jahres gewählt.[146][147]
- 10 Best Engines 2011: Die amerikanische Autozeitschrift Ward’s Auto World wählte die zehn besten Motoren des Jahres. Mit dem Antriebssystem des Leaf wurde erstmals ein System ohne Verbrennungsmotor ausgezeichnet.[148]
- Im April 2011 erhielt der Leaf auf der New York International Auto Show die Auszeichnung 2011 World Car of the Year (WCOTY).[149]
- Im Februar 2013 erreichte der Leaf als erstes Elektrofahrzeug weltweit 50.000 verkaufte Einheiten.[147]
- Im Januar 2014 erreichte der Leaf als erstes Elektrofahrzeug weltweit die Marke von 100.000 verkauften Einheiten.[147]
- Im Dezember 2014 erreichte der Leaf als erstes Elektrofahrzeug weltweit die Eine-Milliarde-Kilometer-Marke (kumulierter Kilometerstand aller Fahrer).[147]
- Seit Dezember 2014 ist der Leaf das erste Elektrofahrzeug weltweit mit über 150.000 verkauften Einheiten.[150]
- Der Leaf ist das erste Plug-In-Fahrzeug in den USA mit über 30.000 verkauften Einheiten in einem Jahr (2014).[151]
- Im Dezember 2015 erreichte der Leaf als meistverkauftes Elektrofahrzeug weltweit die Marke von 200.000 Einheiten
- im November 2017 gewann der Leaf 2018 den „Best of Innovation“ CES Award 2018[152]
- im Januar 2018 wurde die Marke von 300.000 ausgelieferten Nissan Leaf erreicht.[153]